# Шуригін Павло Іванович
Павло Іванович Шуригін (1899, село Мале Конделіно Яранського повіту Вятської губернії, тепер Кіровської області, Російська Федерація — ?) — радянський діяч, голова Калузького і Мурманського облвиконкомів. Депутат Верховної ради СРСР 2—3-го скликань.

## Біографія
Підлітком працював чорноробом на сірниковій фабриці в Яранську.
У 1919—1923 роках служив у Червоній армії, воював проти військ Колчака та Денікіна, брав участь у боях за взяття Єкатеринбурга, Омська, Красноярська, Іркутська, в штурмі Перекопа.
У 1923—1925 роках — член виконавчого комітету волосної ради, голова волосної земельної комісії в Яранському повіті.
У 1925—1930 роках — суддя сільської дільниці в Яранському повіті, народний суддя Яранська, уповноважений Вятського губернського суду по Яранському повіті, член Вятського окружного суду.
Член ВКП(б) з 1926 року.
До 1930 року навчався заочно в Московському інституті радянського права.
У 1930—1933 роках — голова виконавчого комітету Семеновської районної ради Нижньогородського краю.
У 1933—1939 роках — голова Нижньогородського (Горьковського) крайового (обласного) ліспромгоспу.
У 1939—1941 роках — начальник Управління Народного комісаріату юстиції СРСР по Горьковській області.
У 1941—1942 роках — голова Військового трибуналу Горьковської області.
У 1942—1945 роках — заступник голови виконавчого комітету Горьковської обласної ради депутатів трудящих з промисловості, 1-й заступник голови виконавчого комітету Горьковської обласної ради депутатів трудящих.
У серпні 1945 — жовтні 1947 року — голова виконавчого комітету Калузької обласної ради депутатів трудящих.
3 жовтня 1947 — 3 березня 1953 року — голова виконавчого комітету Мурманської обласної ради депутатів трудящих.
Подальша доля невідома.

## Нагороди
- орден Трудового Червоного Прапора (1943)
- медаль «За оборону Москви»
- медаль «За перемогу над Німеччиною у Великій Вітчизняній війні 1941—1945 рр.»
- медаль «За доблесну працю у Великій Вітчизняній війні 1941—1945 рр.»
- медалі